# Dempsey and Makepeace
Dempsey and Makepeace (Como el perro y el gato  en España y Los intrépidos en Venezuela) (1985–86) es una serie televisiva británica hecha por LWT para ITV, creada y producida por Ranald Graham y protagonizada por Michael Brandon (Dempsey) y Glynis Barber (Makepeace), quienes más tarde se casaron entre ellos el 18 de noviembre de 1989.
La serie combinó elementos de series anteriores al crear una pareja británico-estadounidense como en The Persuaders! Y con la acción de Los profesionales.

## Premisa
La premisa de Dempsey y Makepeace es el extraño emparejamiento de dos detectives de policía: una elegante británica de la nobleza, la sargento Harriet Makepeace, y un buscavidas de clase trabajadora de Nueva York, el teniente James Dempsey, ambos trabajando en una brigada especial para la Policía Metropolitana de Londres.
Cuando su socio Joey muere y él destapa un caso de corrupción policial al nivel más alto en Nueva York, la vida de Dempsey corre peligro y con ayuda de sus colegas deja la ciudad para ir a Londres con la excusa del programa de intercambio de la policía internacional.
Harriet "Harry" Makepeace es la hija del antiguo agente secreto Lord Winfield (Ralph Michael). El abuelo de Harry fue un coleccionista victoriano excéntrico. Harry ha hecho carrera en la policía por méritos propios a pesar del machismo de sus colegas.
A pesar de que hay una desconfianza inicial entre ambos, Harry y Dempsey forman un buen equipo. Están bajo las órdenes de Gordon Spikings (Ray Smith) y el agente Chas (Tony Osoba) les presta apoyo técnico.
Dos episodios de doble metraje se produjeron para el episodio piloto ("Armado y Extremadamente Peligroso"), y el segundo de la temporada 3 ("En llamas").
Las tres temporadas lograron gran popularidad en el Reino Unido, consiguiendo buenos índices de audiencia. Fue vendida a muchos países en Europa, incluyendo Checoslovaquia, Polonia y Hungría, donde fue especialmente popular -con doblaje de calidad alta por parte de la Magyar Televízió. 
En el Reino Unido, Dempsey y Makepeace tuvo merchandising como rompecabezas, juguetes y réplicas de coches.
Mucho del éxito tuvo que ver con la gran química entre los protagonistas principales. La serie finalizó con un episodio dirigido por Michael Brandon donde Dempsey y Makepeace se confiesan su amor.
En julio de 2009, la serie fue repetida en ITV3 en el Reino Unido.

## Reparto principal
- Michael Brandon – Lugarteniente James Dempsey NYPD
- Glynis Barber – Sargento de detectives Harriet Makepeace, Lady Harriet "Harry" Makepeace
- Ray Smith – Jefe Superintendente Gordon Spikings
- Tony Osoba – Sargento de detectives Charles Jarvis

## Ubicaciones
En el episodio 9 el castillo Chilham Castle de Kent es la mansión del padre de Harriet.
Como en otras muchas películas y programas televisivos de la época, se usaron las ruinas de la estación de gas de Greenwich (The O2).